# 渡正元

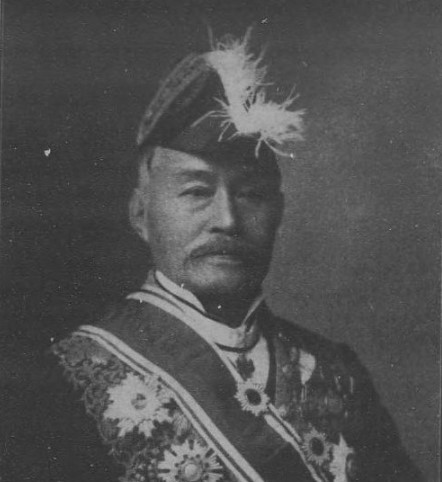
渡正元

渡 正元（わたり まさもと、1839年3月8日（天保10年1月23日 ）- 1924年（大正13年）1月29日）は、日本の官僚、政治家。元老院議官、貴族院勅選議員、正三位・勲二等、錦鶏間祗候。旧姓は田中、諱は正範、旧名（通称）は六之助、六之介。安芸国（現：広島県）出身。

## 経歴
安芸国広島松川町（現：広島県広島市）で広島藩士・田中善平（政辰）と母神保氏の三男として生まれる。安政6年（1859年）渡氏を称す。広島藩学問所（現：修道中学校・高等学校）にて洋学を学ぶ。1866年藩命にて村上敬次郎ら洋学生50名と江戸に遊学。このとき引率したのが山田十竹、伴資健。開成所教授・林正十郎に入門し仏学を学ぶ。慶応4年（1868年）頃、長崎広運館や出島のフランス人商人から仏学を学ぶ。外遊を望んでいたがその機会はなく、大坂に移り仏学の教授を行った。
慶応4年6月14日（1868年8月2日）明治政府・外国官より大坂外国官事務所（大坂河口運上所）出仕を命ぜられたが、同年7月28日（9月14日）脚気のため辞職した。同年9月5日（10月20日）会計官より鉱山司出仕を命ぜられ、同月、生野銀山鉱山局へ派遣された。
明治2年6月11日（1869年7月19日）フランス留学のため鉱山司出仕を辞し、横浜からロンドンに渡り英学を学ぶ。明治3年（1870年）フランスへ渡りパリの小塾に入学した。普仏戦争が勃発し、学費も乏しかったため帰国の際に土産にしようとパリ籠城を詳しく記録した。1871年1月28日パリ開城後、大山巌ら軍事視察員一行が渡の宿を訪問しパリ籠城の様子を筆記しようとしたが、記録ノート八冊を一行に預け、大山等が帰国後に兵部省に提出し、それが『孛仏戦争日誌』（『法普戰争誌畧』）として刊行された。明治4年3月12日（1871年5月1日）兵部省は渡を陸軍兵学寮出仕に発令し、国費留学生として歩兵学科の修業を命じられサン・シール陸軍士官学校予備科を修めた。明治5年3月（1872年）岩倉使節団一行がパリに入った際には山田顕義理事官（陸軍少将）に随行し兵制取調を命ぜられた。同年9月（10月）サン・シール陸軍士官学校に入学し1874年まで学んだ。
1874年7月8日に帰国し、同年8月陸軍省七等出仕に発令され参謀局第一課分課に配属された。同年12月8日、陸軍少佐任官。以後、兼将校以下佩剣服制取調、兼兵学寮幼年学校次長、参謀局諜報提理を歴任。1875年11月、法則掛兼勤を経て、1876年2月、専任の三等法制官に転じた。1877年1月、太政官少書記官に就任し、翌日、法制局専務となる。西南戦争では、征討別動隊第三旅団会計部長、征討参軍随行征討本営詰などを兼務し従軍した。その後、陸軍省御用掛、太政官権大書記、同大書記官、参事院議官補などを経て、1877年10月、参事院議官に就任。1885年12月22日、参事院が廃止され元老院議官に転じた。1890年9月29日、貴族院勅選議員に任じられ、同年10月20日、元老院が廃止され議官が非職となり錦鶏間祗候を仰せ付けられた。その後、貴族院議員を死去するまで務めた。大正13年1月28日薨去。享年86。墓所は青山霊園。戒名は元光院殿度水規山大居士。

## 栄典
位階
- 1886年（明治19年）10月28日 - 従四位[8]
- 1914年（大正3年）6月18日 - 従三位[9]

勲章
- 1885年（明治18年）4月7日 - 勲四等旭日小綬章[10]
- 1886年（明治19年）11月30日 - 勲三等旭日中綬章[11]
- 1891年（明治24年）3月30日 - 勲二等瑞宝章[12]

## 著書
- 渡六之助『法普戦争誌略』須原屋茂兵衛出版、1871年。
- 渡正元『巴里籠城日誌』東亜堂書房、1914年。

## 親族
- 次男 渡干城（銀行家）[13]
- 五男 渡久雄（陸軍中将）[14]
- 八男 渡左近（陸軍中将）[14]
- 九男 渡正監（内務官僚）[15]
- 弟（父政辰五男）田中建三郎（外務省・宮内省官僚）